# Flickblomflugor (Meliscaeva)
Flickblomflugor (Meliscaeva) är ett släkte i familjen blomflugor. Även släktena Melangyna och Meligramma har det svenska namnet flickblomflugor. 

## Kännetecken
Längden är mellan 8 och 11 millimeter för de nordiska arterna. Bakkroppen har gula parfläckar eller band. Bakkroppen på hanen är mycket smal med parallella sidor. Ryggskölden är metallglänsande och skutellen gulaktig. 

## Levnadssätt
Larverna lever på bladlöss på träd och buskar och storvuxna örter. De är goda flygara och vissa arter, till exempel kragflickblomflugan kan migrera längre sträckor.

## Utbredning
Det finns 23 kända arter varav 3 har palearktisk utbredning. En av dessa finns även i Nordamerika. I den orientaliska regionen finns 20 arter.

### Arter i Norden
I Norden finns 2 arter, bägge är påträffade i Sverige. 
- kragflickblomfluga (M. auricollis). Relativt sällsynt i södra Norden.
- bandflickblomfluga (M. cinctella). Mycket vanlig i hela Norden utom på Island.

## Etymologi
Det vetenskapliga namnet Meliscaeva kommer av det latinska ordet för honung, mel, och det latinska namnet för blomflugor Scaeva.